# Solongoit
Solongoit ist ein sehr selten vorkommendes Mineral aus der Mineralklasse der „Borate“ (ehemals „Carbonate, Nitrate und Borate“). Es kristallisiert im monoklinen Kristallsystem mit der chemischen Zusammensetzung Ca2[Cl|B3O4(OH)4] und entwickelt meist tafelige und vertikal gestreifte Kristalle bis etwa 0,2 mm Größe.
Solongoit ist farblos und durchsichtig und weist auf sichtbaren Kristallflächen einen glasähnlichen Glanz auf.

## Etymologie und Geschichte
Erstmals entdeckt wurde Solongoit 1974 in der Gesteinsprobe eines Bohrkerns, der aus einer Tiefe von 400 m der Bor-Lagerstätte „Solongo“ auf dem Witimplateau in der russischen Republik Burjatien entnommen wurde.
Analysiert und beschrieben wurde das Mineral von der russischen Mineralogin Swetlana Wjatscheslawowna Malinko (russisch: Светлана Вячеславовна Малинко, 1927–2002), einer Spezialistin und Entdeckerin zahlreicher Bor-Minerale, die es nach seiner Typlokalität benannte.

## Klassifikation
In der veralteten 8. Auflage der Mineralsystematik nach Strunz war der Solongoit noch nicht aufgeführt.
In der zuletzt 2018 überarbeiteten Lapis-Systematik nach Stefan Weiß, die formal auf der alten Systematik von Karl Hugo Strunz in der 8. Auflage basiert, erhielt das Mineral die System- und Mineralnummer V/H.06-060. Dies entspricht der Klasse der „Nitrate, Carbonate und Borate“ und dort der Abteilung „Gruppenborate“, wo Solongoit zusammen mit Inderborit, Inderit, Inyoit, Kurnakovit und Meyerhofferit eine unbenannte Gruppe mit der Systemnummer V/H.06 bildet.
Die von der International Mineralogical Association (IMA) zuletzt 2009 aktualisierte 9. Auflage der Strunz’schen Mineralsystematik ordnet den Solongoit in die Klasse der „Borate“ und dort in die Abteilung „Triborate“ ein. Hier ist das Mineral in der Unterabteilung „Insel-Triborate (Neso-Triborate)“ zu finden, wo es als einziges Mitglied eine unbenannte Gruppe mit der Systemnummer 6.CA.40 bildet.
In der vorwiegend im englischen Sprachraum gebräuchlichen Systematik der Minerale nach Dana hat Solongoit die System- und Mineralnummer 25.03.02.01. Das entspricht der Klasse der „Carbonate, Nitrate und Borate“ und dort der Abteilung „Wasserfreie Borate mit Hydroxyl oder Halogen“. Hier findet er sich innerhalb der Unterabteilung „Wasserfreie Borate mit Hydroxyl oder Halogen“ als einziges Mitglied in einer unbenannten Gruppe mit der Systemnummer 25.03.02.

## Bildung und Fundorte
Solongoit bildet sich in durch Kontaktmetamorphose entstandenen Bor-Lagerstätten. Begleitminerale sind unter anderem Andradit-Grossular, Calcit, Chlorit, Hämatit, Kurchatovit, Magnetit, Quarz, Sphalerit, Szaibélyit, Svabit und Vesuvianit.
Neben seiner Typlokalität „Solongo“ in Russland konnte das Mineral bisher (Stand: 2012) nur noch in der „Fuka Mine“ bei Takahashi auf der japanischen Insel Honshū nachgewiesen werden.

## Kristallstruktur
Solongoit kristallisiert monoklin in der Raumgruppe P21/a (Raumgruppen-Nr. 14, Stellung 3) mit den Gitterparametern a = 12,57 Å; b = 7,24 Å; c = 7,97 Å und β = 86,1° sowie 4 Formeleinheiten pro Elementarzelle.